# Charlie Heaton
Charlie Ross Heaton (Leeds, 6 februari 1994) is een Engels acteur die bekend geworden is door zijn rol als Jonathan Byers in de Netflixserie Stranger Things.

## Carrière
In 2015 maakte Heaton zijn acteerdebuut in de ITV-serie DCI Banks, waarin hij de rol speelde van Gary McCready. Daarna speelde hij Riley in ITV's Vera. Daarna had hij een gastrol in de ziekenhuisserie Casualty als Jason Waycott. In 2016 speelde hij in de thriller Shut In. Ook speelde hij vanaf dat jaar Jonathan Byers in de Netflix-serie Stranger Things.

## Rollen

### Films
| Jaar | Titel                           | Rol                               | Opmerkingen                                 |
| ---- | ------------------------------- | --------------------------------- | ------------------------------------------- |
| 2015 | The Schoolboy                   | Michael Stevens                   | Korte film                                  |
| 2015 | Rise of the Footsoldier Part II | Dealer                            | Oorspronkelijke titel: Reign of the General |
| 2015 | Urban & the Shed Crew           | Frank                             |                                             |
| 2016 | As You Are                      | Mark                              |                                             |
| 2016 | Shut In                         | Stephen Portman                   |                                             |
| 2017 | Marrowbone                      | Billy                             |                                             |
| 2020 | The New Mutants                 | Samuel "Sam" Guthrie / Cannonball |                                             |

### Televisie
| Jaar  | Titel           | Rol                           | Opmerkingen                                           |
| ----- | --------------- | ----------------------------- | ----------------------------------------------------- |
| 2015  | DCI Banks       | Gary McCready                 | 2 afleveringen                                        |
| 2015  | Vera            | Riley                         | Aflevering "Changing Tides"                           |
| 2015  | Casualty        | Luke Dickinson, Jason Waycott | Afleveringen "Sweetie" en "The Department of Secrets" |
| 2016- | Stranger Things | Jonathan Byers                | 34 afleveringen                                       |

## Prijzen
- 2017 - Screen Actors Guild Award voor Stranger Things[7]